# English Baroque Soloists

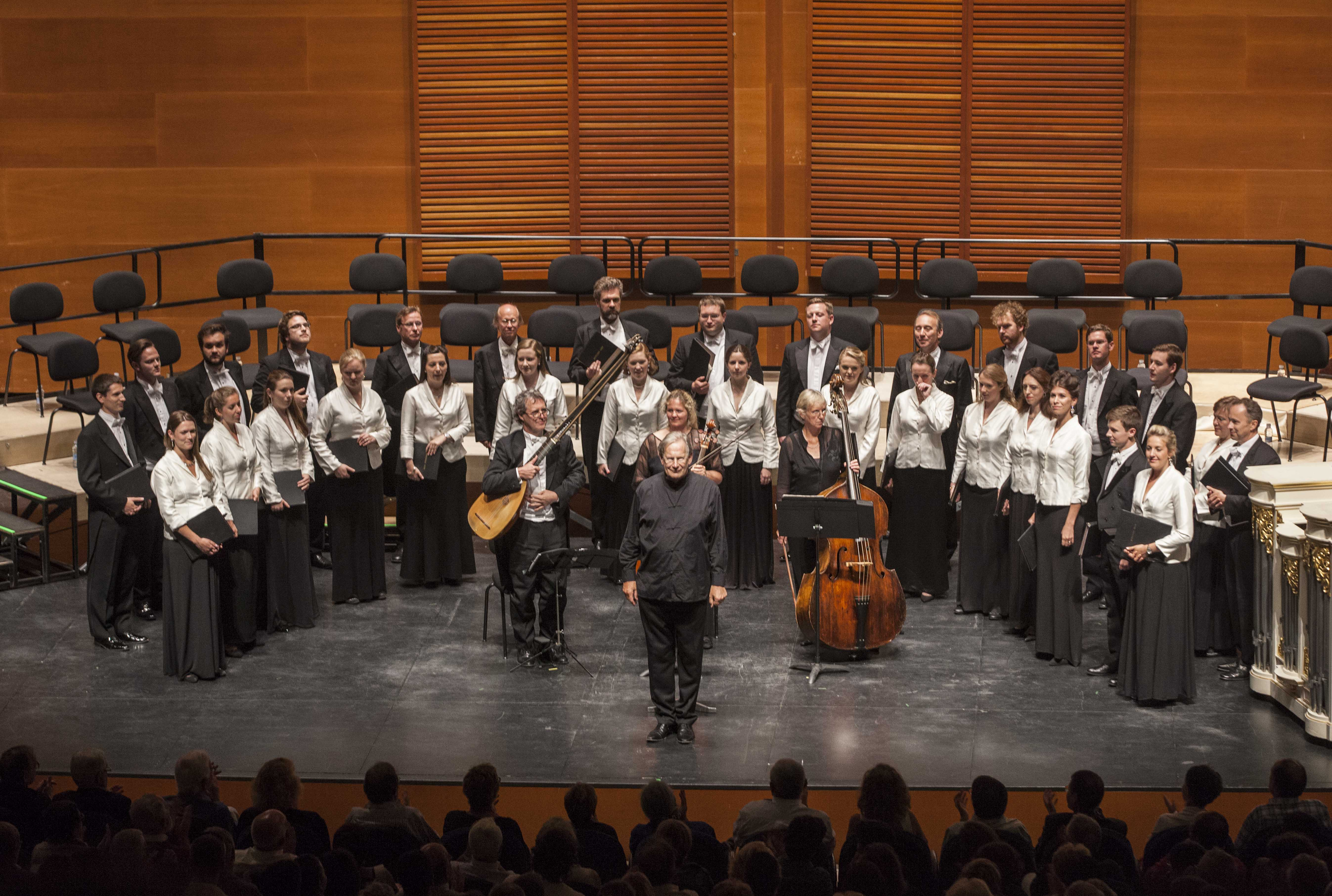
English Barroque Soloist - Viver concerto on ano 2014

Os English Baroque Soloists (Solistas Barrocos Ingleses) é uma orquestra de câmara que toca instrumentos de época, formada em 1978 pelo maestro inglês Sir John Eliot Gardiner. Seu repertório compreende música que vai desde os primeiros barrocos até o período clássico.
A orquesta tem  gravado exclusivamente para o selo Archiv Produktion e Philips Classics. Soli Deo Gloria é o novo selo discográfico criado por John Eliot Gardiner, em conjunto com o Coro Monteverdi e os Solistas Barrocos Ingleses, dedicado às gravações realizadas durante a Bach Cantata Pilgrimage.

## Discografía
Ver Seção de discografía do Coro Monteverdi.